# 秋田県道259号長信田羽後長野停車場線
秋田県道259号長信田羽後長野停車場線（あきたけんどう259ごう ながしだうごながのていしゃじょうせん）は、秋田県大仙市を通る一般県道である。

## 概要
大仙市太田町斉内の交差点で、秋田県道50号大曲田沢湖線大曲市街地方面から直通し、東方向へ伸びる。大仙市北長野で国道105号に接続し、JR東日本 田沢湖線を交差したあと終点の秋田県道253号角館長野線交点に至る。
県道には停車場の名称が付いているが、羽後長野駅（停車場）前を通る道路は県道253号で、当県道は直接接続していない。

### 路線データ
- 総延長 : 8.471 km（県道11号・国道105号交差点重複54 m含む）[2]
- 実延長 : 8.417 km[2]
- 起点 : 秋田県大仙市太田町斉内字高野1番552（秋田県道50号大曲田沢湖線交点）[3]北緯39度31分33.15秒 東経140度37分25.24秒
- 終点 : 秋田県大仙市長野字漆原87番2地先（秋田県道253号角館長野線交点）[3]北緯39度32分51.65秒 東経140度32分32.62秒
- 未供用区間 : なし[2]

## 歴史
- 1959年（昭和34年）2月17日 - 秋田県道に認定される[3]。

## 路線状況

### 重複区間
- 秋田県道306号豊岡長野線（大仙市北長野字谷地中・交点 - 大仙市長野字漆原・終点）

### 冬期閉鎖区間
- なし[4]

### 交通不能区間
- なし[5]

## 地理

### 交差する道路
| 施設名 | 接続路線名               | 備考                  | 所在地                                                    |
| ------ | ------------------------ | --------------------- | --------------------------------------------------------- |
|        | 秋田県道50号大曲田沢湖線 | 起点                  | 大仙市太田町斉内                                          |
|        | 秋田県道11号角館六郷線   |                       | 大仙市太田町国見北緯39度31分57.18秒 東経140度35分7.16秒   |
|        | 仙北地区広域農道南北線   |                       | 大仙市清水北緯39度32分19.9秒 東経140度33分28.2秒          |
|        | 秋田県道306号豊岡長野線  |                       | 大仙市北長野字谷地中北緯39度32分52秒 東経140度32分52.48秒 |
|        | 国道105号                | 県道306号重複区間     | 大仙市北長野                                              |
|        | 秋田県道253号角館長野線  | 終点（県道306号終点） | 大仙市長野字漆原                                          |

### 沿線の施設など
- JR東日本 田沢湖線 羽後長野駅（終点から県道253号経由）